# Oscar F. Moore

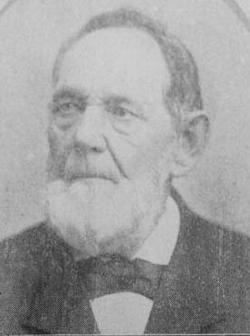
Oscar F. Moore

 Oscar Fitzallen Moore (* 27. Januar 1817 in LaGrange, Lorain County, Ohio; † 24. Juni 1885 in Waverly, Ohio) war ein US-amerikanischer Politiker. Zwischen 1855 und 1857 vertrat er den Bundesstaat Ohio im US-Repräsentantenhaus.

## Werdegang
Oscar Moore besuchte die öffentlichen Schulen seiner Heimat und die Wellsburg Academy. Im Jahr 1836 absolvierte er das Washington College in Washington (Pennsylvania). Nach einem anschließenden Jurastudium und seiner 1838 erfolgten Zulassung als Rechtsanwalt begann er ab 1839 in Portsmouth in diesem Beruf zu arbeiten. Gleichzeitig schlug er eine politische Laufbahn ein. In den Jahren 1850 und 1851 saß er als Abgeordneter im Repräsentantenhaus von Ohio; von 1852 bis 1853 gehörte er dem Staatssenat an.
Bei den Kongresswahlen des Jahres 1854 wurde Moore als Kandidat der Opposition Party im zehnten Wahlbezirk von Ohio in das US-Repräsentantenhaus in Washington, D.C. gewählt, wo er am 4. März 1855 die Nachfolge von John L. Taylor antrat. Da er im Jahr 1856 nicht bestätigt wurde, konnte er bis zum 3. März 1857 nur eine Legislaturperiode im Kongress absolvieren. Diese war von den Ereignissen im Vorfeld des Bürgerkrieges geprägt.
Nach dem Ende seiner Zeit im US-Repräsentantenhaus praktizierte Moore wieder als Anwalt in Portsmouth. Während des Bürgerkrieges diente er zunächst als Oberstleutnant und dann als Oberst in einem Infanterieregiment aus Ohio, das zum Heer der Union gehörte. Danach setzte er seine Anwaltstätigkeit fort. Er starb am 24. Juni 1885 in Waverly und wurde in Portsmouth beigesetzt.